# Alexandra Alfes
Alexandra Alfes (* im 20. Jahrhundert) ist eine ehemalige deutsche Fußballspielerin.

## Karriere
Alfes spielte ab der Saison 1995/96 für den Bundesligisten TSV Siegen, von der Saison 1996/97 bis zur Saison 1999/2000 für die Sportfreunde Siegen, die die Frauenfußballabteilung des TSV übernommen hatten.
In ihrer ersten Saison war sie mit dem TSV Siegen als Zweitplatzierter der Gruppe Nord für die Endrunde um die Deutsche Meisterschaft qualifiziert und gewann am 2. Juni 1996 im Frankfurter Stadion am Brentanobad als Einwechselspielerin das Finale gegen die SG Praunheim mit 1:0. Die folgenden Saisons schloss sie mit den Sportfreunden Siegen in der Bundesliga immer unter den ersten fünf Plätzen ab. Im DFB-Pokal erreichte sie in ihrer letzten Saison im Jahr 2000 das Finale, für den Verein das bislang einzige Mal. Das Finale gegen den 1. FFC Frankfurt verlor sie mit den Sportfreunden am 6. Mai 2000 im Olympiastadion Berlin vor 20.000 Zuschauern – als Vorspiel zum Männerfinale – mit 1:2.

## Erfolge
- Deutscher Meister: 1996
- DFB-Supercup: Finalist 1996
- DFB-Pokal: Finalist 2000